# ヤッターマン外伝 ボケボケボヤッキー
『ヤッターマン外伝 ボケボケボヤッキー』（ヤッターマンがいでん ボケボケボヤッキー）は、萬屋不死身之介による日本の漫画作品。『月刊コロコロコミック』（小学館）にて2008年2月号より2010年1月号まで連載された。また、『別冊コロコロコミック』（小学館）でも連載され、こちらは2008年6月号より2010年2月号まで連載された。

## 概要
この漫画は『ヤッターマン』の漫画作品の中では珍しくボヤッキーが主人公の漫画で、オモッチャマもボヤッキーに続いて主役である。
1巻はアニメをボヤッキー視点で描いたものだったが、2巻以降はアニメとはかけ離れたものとなっている。3巻以降はボヤッキーに性格の変化が見られている（一人称が3巻の前半までは「私」だったが、後半以降「俺」に変わった）。

## 登場人物
ボヤッキー
今作の主人公。よく悲惨な目に遭う。かなり人間離れした体をしており、痩せようとして馬になったり、物体に魂を移動させることができる。オモッチャマによく狙われたり、ツッコミ役をすることもあったり、自分をイケているとよく誤解する。
オモッチャマ
アニメと性格が異なり、残酷である。初めてボヤッキーと会って以来、彼を追っては酷い目に遭わせる。自分でヤッターメカを作ったこともある。今作ではアニメと異なる設定が多く、サイコロ以外のボディに変化できたり、兄がいたり、怒りが最大になると大仏のような顔になってしまう。顔が激しく変化するのは感情に合わせてシールを張り替えていたため。最終話ではこの漫画に登場した全てのキャラ（ボヤッキー除く）が彼と同じ姿のロボットだというオチになっている。
ヤッターマン
今作ではツッコミ担当である。ほぼすべての話に登場するが、あまり出番は多くない。
ドロンジョ
ボヤッキーの行動にいつもあきれている。ツッコミ担当。
トンズラー
力こそあるものの、勝手な理由で先に帰ってしまう。
おだてブタ
一度だけドロンボー一味のボスになったことがある。乾電池で動いている。
その他ヤッターメカ
ヤッターメカは出番が結構少ない。1巻以降ずっと放置されており、最終的にヤッターワンはボロボロになってしまっていた。
ドクロベェ
2巻まで登場していたが、3巻以降、まったく登場しなくなってしまう。
漫画オリジナルのキャラ
ハム助
ハムスター。ボヤッキーのペットであり、少しだけ登場する。
ヤッターオッサン
オモッチャマの作ったヤッターメカ。結構弱いが、リストラという言葉を聴いただけで暴走する。
ヤッターオバサン
オモッチャマの作ったヤッターメカ。
なぞの男
ボヤッキー達の前にたまに現れる。パンツしかはいていない。
神
最終話にドクロリングすべてを集めたボヤッキー達の前に現れた。落書きのように雑な姿である。